# Jeden z 36
Jeden z 36 (jid. ‏דער למד־וואָווניק‎ Der lamed-wownik) – polski film fabularny z 1925 roku w języku jidysz.
Tytuł filmu nawiązuje do 36 sprawiedliwych z folkloru żydowskiego, zwanych łamed wownikami. Film nie zachował się do dziś.

## Obsada
- Jonas Turkow – jako drwal Benedykt
- Mojżesz Lipman – jako rabin Nuchen Parnes
- Helena Gotlib – jako żona rabina Parnesa
- Irma Gren – jako Estera, córka rabina Parnesa
- Klara Segałowicz – jako Sara Grzesznica
- Aleksander Maniecki – jako komendant garnizonu
- Michał Halicz – jako Mikołaj Martynow
- Chaim Sandler – jako nosiwoda
- Mieczysław Kucyk – jako mały chłopiec
- Róża Soszana
- Herman Fenigsztejn
- Jakub Handelblit
- Dawid Lederman
- Zeew Lewi
- Ajzyk Rotman
- Szaja Rotszejn
- Józef Zaremba
- Kazimierz Jankowski